# Ragnar Frisch
Ragnar Anton Kittil Frisch (Oslo, Noruega, 3 de marzo de 1895-31 de enero de 1973) fue un economista noruego. En 1969 se le concedió el primer Premio Nobel de Economía, junto a Jan Tinbergen, por sus trabajos en modelos dinámicos sobre el análisis de los procesos económicos.

## Biografía
Se gradúa en economía por la Universidad de Oslo en 1919 y estudia en París e Inglaterra, antes de doctorarse en matemática estadística en 1925. Fue nombrado profesor asistente de la Universidad de Oslo en 1925, profesor asociado en 1928 y profesor en 1931. Fundó el Instituto de Economía en la Universidad de Oslo en 1932 y fue nombrado Director de Investigación.
Recibe en 1961 el premio Antonio Feltrinelli de la Accademia Nazionale dei Linceiy. En 1969 junto con el neerlandés Jan Tinbergen fue laureado con el Premio del Banco de Suecia en Ciencias Económicas en memoria de Alfred Nobel por el análisis de los procesos económicos y el desarrollo dinámico de los modelos de decisión económicos.
Hizo un número de adelantos significativos en el campo de la economía, y acuñó numerosos conceptos nuevos de econometría y macroeconomía. Fue uno de los artífices de la econometría (1927) y de su introducción en la planificación de la política económica, y su papel en la teoría del consumidor (1926) ayudó a establecer las investigaciones neowalrasianas. En econometría trabajó en series temporales (1927) y en el análisis de la regresión lineal (1934). En 1965 formalizó la teoría de la producción. Fue uno de los fundadores de la "Econometric Society" y editor de la prestigiosa revista científica Econometrica durante 20 años.

## Obras
- New Methods of Measuring Marginal Utility (1932)[1]
- Propagation and Impulse Problems in Dynamic Economics (1933)[8]
- Mixed Linear and Quadratic Programing by the Multiplex Method (1951)[1]
- Macroeconomics and Linear Programing (1956)[1]
- Las leyes técnicas y económicas de la producción (1961) Ed. Sagitario, Barcelona, 1963.[1]
- Econometrics in the World of Today (1970)[1]